# Rio Awhea

O rio Awhea é um rio que se encontra na Nova Zelândia. Esta localizado em Wairarapa, proximo do ponto mais a sul da Ilha do Norte, corre para sul durante 24 quilômetros através um terreno montanhoso ao sul de Martinborough até atingir o Oceano Pacífico a 20 quilômetros a leste do Cabo Palliser.